# اندی کانینگهام (بازیکن فوتبال)
اندی کانینگهام (انگلیسی: Andy Cunningham؛ زاده ۳۰ ژانویه ۱۸۹۰ – درگذشته ۸ مهٔ ۱۹۷۳) بازیکن فوتبال در پست مهاجم اهل اسکاتلند بود.

## باشگاهی
از باشگاه‌هایی که در آن بازی کرده‌است می‌توان به باشگاه فوتبال رنجرز، باشگاه فوتبال نیوکاسل یونایتد و باشگاه فوتبال کیلمارنوک اشاره کرد.

## تیم ملی
وی همچنین در تیم‌های ملی فوتبال اسکاتلند و منتخب لیگ اسکاتلند بازی کرده است.